# Trần Doãn
Trần Doãn (Chữ Nho: 陳尹; ? – ?), là một tông thất hoàng gia Đại Việt thời nhà Trần trong lịch sử Việt Nam.

## Cuộc đời
Trần Doãn là con trai của An Sinh vương Trần Liễu với Thuận Thiên công chúa Lý Oánh. Ông là người duy nhất trong ba anh em (Trần Tung, Trần Doãn, Trần Quốc Tuấn; không tính Trần Quốc Khang) được sách sử xác nhận là con của Thuận Thiên. Khi trưởng thành, ông được phong tước Vũ Thành vương. Ước đoán ông sinh vào khoảng thời gian từ sau khi nhà Trần thành lập (1226) cho đến trước năm 1237.
Tháng giêng (âl) năm Đinh Dậu (1237), Thuận Thiên công chúa khi đang mang thai ba tháng thì bị Thái sư Trần Thủ Độ ép gả cho vua Trần Thái Tông làm Hoàng hậu. Trần Liễu cho quân nổi loạn nhưng sau đó đầu hàng, bị giáng làm An Sinh vương. Trần Liễu dù vậy vẫn ghi hận trong lòng, thường nhắc nhở các con đoạt ngôi để báo thù, nhưng hai người con Trần Tung và Trần Quốc Tuấn đều không vâng theo lời ấy. Riêng Trần Doãn tận dụng lợi thế là con riêng của Hoàng hậu để xây dựng ảnh hưởng trong triều đình.
Tháng 6 (âl) năm Mậu Thân (1248), Thuận Thiên hoàng hậu qua đời, Vũ Thành vương Trần Doãn từ đó dần thất thế trên triều đình. Tháng 7 (âl) năm Bính Thìn (1256), Vũ Thành vương Doãn mang theo gia đình bỏ trốn sang Nam Tống, bị thổ quan châu Tư Minh là Hoàng Bính bắt được, trao trả cho triều đình nhà Trần.
Không rõ kết cục của Vũ Thành vương Doãn ra sao. Triều đình nhà Trần từ đó tăng cường việc canh gác biên ải.